# Nu zijt wellekome

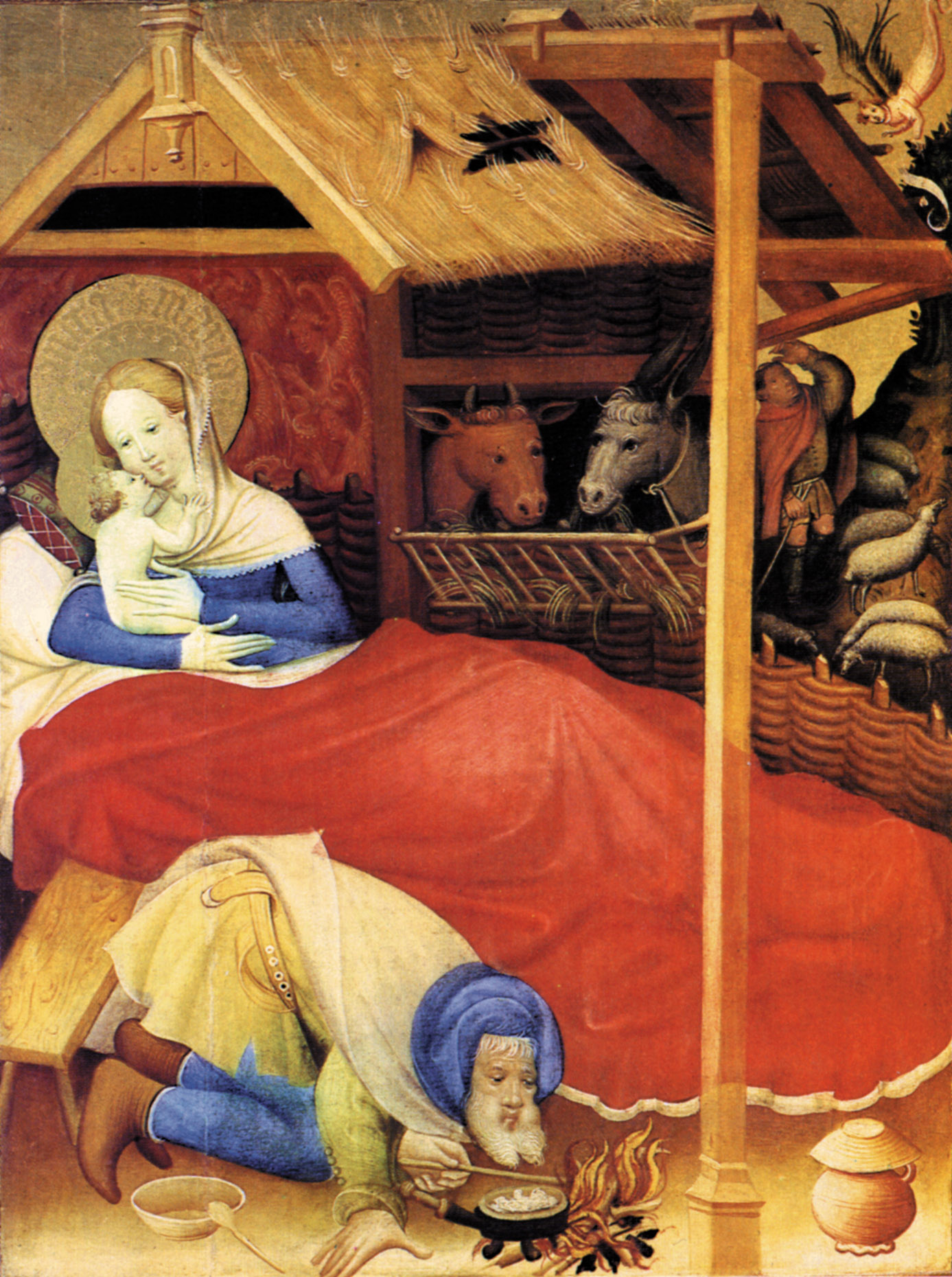
Geboorte van Christus door Conrad von Soest (1404)

 Nu zijt wellekome  is een Nederlandstalig kerstlied. Het kent net als het bekende Stille Nacht verschillende versies voor katholieken en protestanten. De oudst bekende versie is 17e-eeuws, maar de oorsprong vindt het lied waarschijnlijk in de 15e eeuw, gebaseerd op het 14e-eeuwse Sijs willekomen heirre kerst. De protestantse versie is een aanpassing van de katholieke. Interessante verschillen zijn:
- Het tweede couplet, waarin de "Maged" (Maria) genoemd wordt, is weggelaten.
- De drie Koningen - niet zo genoemd in de Bijbel, maar deel van de katholieke traditie - zijn vervangen door Wijzen uit het oosten.
- Verder zijn er enkele kleine verschillen, zoals "in/op dit aardrijk" en "waar 't is geschied"/"daar is 't geschied", die bij oecumenische samenzang voor verwarring kunnen zorgen.
- Ten slotte wordt het Griekse 'Kyrieleis' in de protestantse versie tegenwoordig soms vervangen door 'Ontferm U, Heer'.

## Melodie en teksten
| Katholieke (originele) versie | Protestantse versie |
| --- | --- |
| Nu zijt wellekome Jesu, lieve Heer, Gij komt van alzo hoge, van alzo veer. Nu zijt wellekome van de hoge hemel neer. Hier al in dit aardrijk zijt Gij gezien nooit meer. Kyrieleis. Christe Kyrieleison, laat ons zingen blij, Daarmeed' ook onze leisen beginnen vrij. Jezus is geboren op de heilige kerstnacht, Van een Maged reine, die hoog moet zijn geacht. Kyrieleis. D'herders op den velde hoorden een nieuw lied, dat Jezus was geboren, zij wisten 't niet. "Gaat aan geender straten en gij zult Hem vinden klaar; Bethl'em is de stede, waar 't is geschied voorwaar." Kyrieleis. D'heilige drie Koon'gen uit zo verre land, zij zochten onze Here met offerhand. Z'offerden ootmoedelijk myr', wierook ende goud t'ere van den Kinde, dat alle ding behoudt. Kyrieleis. | Nu zijt wellekome Jesu, lieve Heer, Gij komt van alzo hoge, van alzo veer. Nu zijt wellekome van de hoge hemel neer. Hier al op dit aardrijk zijt Gij gezien nooit meer. Kyriëleis. (dit couplet ontbreekt) . Herders op den velde hoorden een nieuw lied, dat Jezus was geboren, zij wisten 't niet. "Gaat aan gene straten en gij zult Hem vinden klaar; Bethl'em is de stede, daar is 't geschied voorwaar." Kyriëleis. Wijzen uit het Oosten, uit zo verren land, zij zochten onzen Here met offerand. Z' offerden ootmoediglijk mirr', wierook ende goud t' ere van dat kinde, dat alle ding behoudt. Kyriëleis. |